# Castiglione Messer Marino
Castiglione Messer Marino è un comune italiano di 1 428 abitanti della provincia di Chieti in Abruzzo.

## Geografia fisica

### Territorio
Situato a 1000 m s.l.m., sul Subappennino abruzzese molisano, ha la vetta più alta nel monte Castelfraiano con i suoi 1 415 metri e il punto più basso tocca i 489 metri nella vallata del fiume Sente.
I corsi d'acqua più importanti compresi nel territorio sono il Treste e il Sinello. Entrambi sorgono presso Monte Castelfraiano, il primo confluisce nel Trigno, il secondo dopo un percorso di 42 km sfocia poco a nord di Punta Penna.
Nei pressi della vetta della montagna più alta sorge Lago la Croce, bacino a forma di 8 con una parte grande e una piccola, in gran parte ricoperto da canneto, in via di interramento.

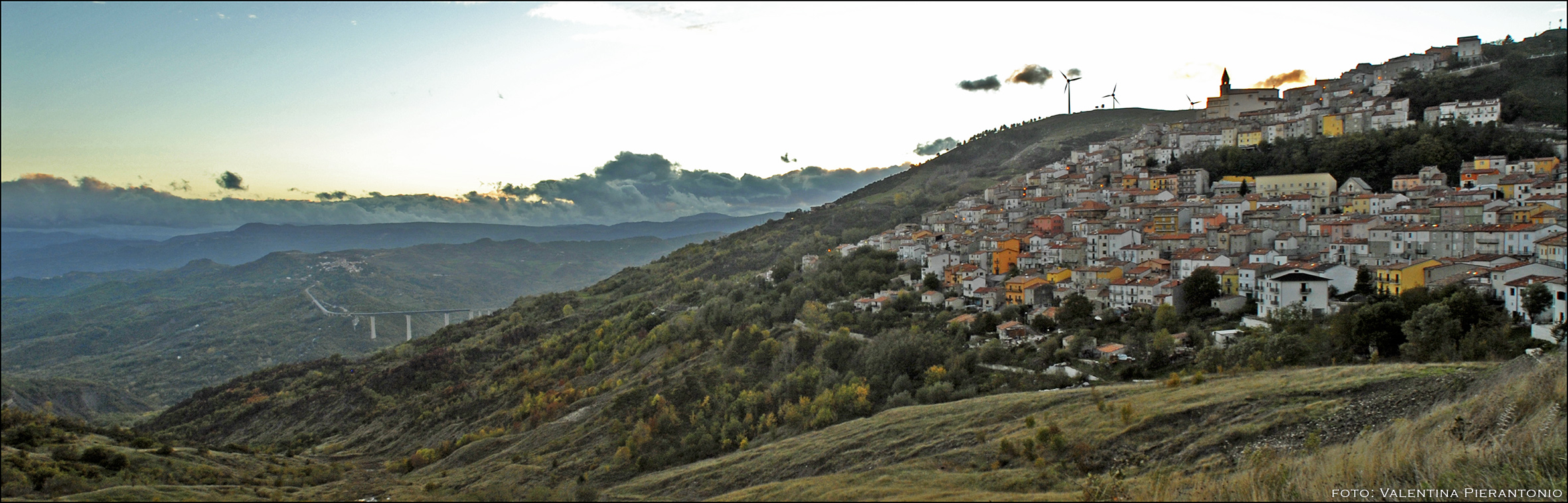
Castiglione Messer Marino, l'impianto eolico, Belmonte del Sannio e il Viadotto Sente all'orizzonte

Insolita è la morfologia del territorio montano che, grazie alla natura geo-chimica del terreno privo di vocazione agricola a cui si è aggiunta l'antica lotta dei contadini ed allevatori del luogo, è caratterizzato da vaste zone prive di vegetazione ed è solcato da antichi "tratturi" a ricordo della transumanza dalla Puglia. Non mancano estesi boschi di faggio, contaminati da pini ed abeti bianchi e rinvigoriti da querce e cerri.
Castiglione subì gravi danni nel Terremoto della Maiella del 1706. Nel 1901 il paese fu gravemente danneggiato da una frana che rese necessari lavori di ricostruzione.
Dai dati di Legambiente il paese risulta essere maglia nera per i rischi idrogeologici e pur avendo interi quartieri in zone a rischio, non ha messo in campo azioni nella mitigazione e prevenzione del rischio.

### Clima
Il clima è tipicamente montano, caratterizzato da inverni rigidi, nebbiosi e nevosi, con accumuli di neve anche piuttosto abbondanti che si mantengono fino a primavera, da primavere e autunni freschi e relativamente piovosi, e da estati soleggiate ma fresche, con qualche nebbia mattutina e da qualche temporale pomeridiano.

## Storia
La prima citazione del comune risale al 1027, riguardante l'appartenenza delle abbazie di Santa Maria della Noce e di San Salvatore al feudo del conte Manieri di Trivento. Nel 1080 circa il monastero benedettino di San Salvatore situato sul fiume Tresta viene donato dal conte Teodino di Trivento, figlio del defunto conte Mainerio o Manieri, all'abbazia di Montecassino. Successivamente, nel XII secolo, viene citato in un libro di Ruggero II, compilato da al-Idris, geografo arabo del secolo XII, come “Quatllun” distante da Fallo ventiquattro miglia e quindici da Agnone, ma oltre ciò sono rare le testimonianze dell'abitato.
Dalle ricostruzioni storiche si presume che Castiglione sia appartenuto al ducato longobardo di Benevento e che era ricco di chiese, ville e casali molto prima dell'anno Mille.
In alcuni documenti del 1200 la località è chiamata Castellone, cioè grande castello. Di questa costruzione non resta nulla, salvo la memoria del luogo dove era ubicata, in contrada ancora denominata “castello”.
Nel XII secolo Castiglione figura come feudo di tre militi posseduto per tre parti da Oderisio Borrello, nipote di Gualtiero di Agnone, feudatario di Simone conte di Sangro e per la restante parte in dominio di Rinaldo di Monteferrante, anch'egli vassallo del conte Simon.
Dal XV secolo in poi, attraverso la politica matrimoniale subentrarono come feudatari di Castiglione i Caracciolo di Santobuono che l'acquisirono come bene dotale di Maria de Sangro, andata in sposa a Marino Caracciolo nel 1421. Ed è proprio in onore di Marino Caracciolo che Castiglione assume il nome attuale, integrandolo con il nome del feudatario. Tra le terre di questo nuovo ramo dei Caracciolo, quella di Castiglione era certamente la più importante sia per ampiezza demografica e territoriale, sia per risorse economiche. Negli antichi cedolari risulta che pagava la tassa più elevata, dopo San Buono. Del suo passato si conservano tracce nei resti del castello e nel portale della chiesa madre.
A partire dal 1742 intercorrono, tra il comune di Castiglione e la famiglia Caracciolo, una serie di atti tendenti da parte del Principe a conservare gli antichi privilegi e da parte dell'Università a negarli e contestarli.
Fra il XIII e il XIX secolo Castiglione fece parte, insieme alla sua regione di appartenenza, del Regno di Napoli (che, dopo l'unione al Regno di Sicilia, passò a denominarsi Regno delle Due Sicilie e dove apparteneva alla provincia dell'Abruzzo Citra ed al Distretto di Vasto).

### Brigantaggio
Il fenomeno del brigantaggio fu molto consistente a Castiglione. Il 21 agosto 1809 una banda di 400 briganti guidati da Basso Tomeo saccheggiò l'intero paese per ritorsione alla repressione subita il 3 agosto dello stesso anno dai "legionari" che difendevano il paese. Il Tomeo, penetrato in paese all'improvviso, lo mise a sacco senza incontrare resistenza ed incendiò le case dei benestanti dopo averle spogliate di tutto. La mancata reazione della popolazione era sintomatica della rabbia del popolo verso i benestanti e l'enorme disuguaglianza tra le classi sociali.
La tradizione popolare dice che i loro rifugi sorgevano su una vecchia torre di guardia a forma circolare in località "Morrecine", proprio a fianco del tratturo.

### La reazione del 1861
Dura fu la reazione popolare dopo l'unità d'Italia, dovuta al mancato cambiamento nonostante la fine dell'era borbonica e al forte odio interno alla comunità tra le diverse classi sociali. Dall'unità di Italia e dalla propaganda garibaldina il popolo si aspettava un cambiamento di condizione sociale ed una vita più dignitosa, ma si era convinto che gli avvenimenti politici avevano solo consolidato il potere in mano ad antichi padroni. La rivolta sanguinosa del 1861 non fu solo di carattere politico ma fu un'esplosione violenta e improvvisa frutto di ragioni spirituali e sociali che trovarono nel quadro storico tumultuoso e caotico, il campo idoneo per manifestarsi.
A questo si univa il desiderio dei reazionari di impossessarsi di tutta la merce dei benestanti. Il 1º aprile 1861 durante la messa di Pasqua vi fu la chiamata alle armi del popolo già armato e pronto a insorgere. Furono uccisi dai reazionari guidati da Pietro Troiano tutti i personaggi più in vista del paese: il sindaco don Gaetano Magnacca, il capitano don Giacomo Lonzi e suo figlio don Eliodoro, l'avvocato don Raffaele Magnacca e suo figlio Giuseppe e il giudice Michele De Giorgio. Il paese fu messo a ferro e fuoco. All'arrivo delle Guardie Nazionali fu ristabilito l'ordine con la fucilazione di 23 reazionari e l'arresto di 64 che subirono gravi condanne dalla Corte di Assise di Lanciano nel processo del 4 aprile 1863.
I briganti castiglionesi non hanno operato solo nel territorio comunale, ma taluni si sono sospinti ben oltre i confini regionali. Tra essi ben tre sono stati condannati all'esecuzione capitale: Chiulli Raffaele a Lesina, Bartucci Filippo a Serracapriola e Donato Volpi ad Ascoli.

### Le due guerre mondiali
I castiglionesi parteciparono a tutte le guerre belliche di inizio secolo dando un notevole contributo di sangue. Nel 1924 fu eretto in via Roma un "monumento ai caduti" della grande guerra, consistente in un bassorilievo di una donna rappresentante la Patria appoggiata su un'asta tricolore. Ai lati della figura sono scritti i nomi dei caduti accompagnati dalla dedica: di questi monti col sublime ardimento, cadeste, su l'alpe riconsacrate alla patria, Castiglione, fiera del suo dolore, vi benedice.
Nel periodo del fascismo i castiglionesi combatterono nelle conquiste coloniali africane e le spedizioni in Russia. Molti furono i morti e i dispersi.
Nei primi anni della seconda guerra mondiale, tra il 1940 e 1943, Castiglione si trovò sulla Linea Barbara e fu uno dei comuni dell'Abruzzo ad essere designato dalle autorità fasciste come luogo di internamento civile per profughi ebrei stranieri presenti in Italia. Gli internati furono 19, uno dei gruppi più numerosi nella provincia di Chieti. Dopo l'8 settembre 1943, nonostante la presenze di truppe tedesche, tutti gli ex-internati riuscirono a sfuggire agli arresti, nascondendosi o dandosi alla fuga, raggiungendo le località già liberate dell'Italia meridionale.
Tra ottobre e novembre del 1943 diversi civili morirono a causa della battaglia tra tedeschi e anglo-americani  e il paese fu protagonista di un episodio di violenza perpetrato dalle truppe tedesche 
Nel giorno 8 gennaio 1944, un aereo da ricognizione tedesco Messerschmitt Me 410, partito da Perugia con a bordo il pilota Helmut Atzler e il marconista Willi Ehrhard, fu abbattuto da uno Spitfire inglese nei cieli sopra Ortona. Colpito gravemente, il velivolo tentò un atterraggio d’emergenza ma si schiantò nei boschi vicino a Castiglione Messer Marino. Atzler morì sul colpo, mentre Ehrhard riuscì a salvarsi e a rifugiarsi in una casa colonica prima di essere catturato dagli Alleati. Dopo la guerra, fu prigioniero in Inghilterra dove lavorò nei campi.

### Dal dopoguerra a oggi
Nel dopoguerra ci fu una forte emigrazione verso le miniere del Belgio, i cantieri e i campi agricoli in Svizzera, Francia e Germania alla quale si sommava l'emigrazione interna specie verso il Nord Italia e Roma, che si univa alla storica migrazione di fine Ottocento, inizio Novecento verso Argentina (dove andarono ad abitare i genitori di Juan Manuel Fangio, pilota e mito della F1), Stati Uniti e Australia.
La maggior parte della popolazione maschile emigrava per lavoro all'estero e le donne badavano alla famiglia, ai campi e agli allevamenti.
Oggi il paese continua a subire un forte calo dei residenti e ciò è dovuto al calo del tasso di natalità frutto del continuo spostamento fuori paese dei giovani per carenza di opportunità di lavoro. Negli ultimi anni lo spostamento dei castiglionesi è più concentrato verso la costa abruzzese, Pescara, San Salvo, Vasto, ed è dovuto a motivi di studio e lavoro.
Durante i mesi estivi è forte il ritorno dei nuovi e vecchi migranti dal paese con il paese che raddoppia la popolazione nei periodi di festa.

### Simboli
Lo stemma e il gonfalone sono stati concessi con decreto del presidente della Repubblica del 5 settembre 1980.
Il gonfalone è un drappo partito di giallo e d'azzurro.

## Monumenti e luoghi d'interesse

### Architetture religiose
- Chiesa di Santa Maria del Monte. È sita in località Lupara o Santa Maria del Monte. Risale al 1520 sul sito di una precedente chiesa e fu ricostruita nel 1943. Era anticamente un convento, attualmente trattasi di una chiesa a navata unica.[23]
- Chiesa di San Michele Arcangelo, chiesa parrocchiale.
- Chiesa della Congrega o di Sant'Antonio. Posta nella parte vecchia del paese fu edificata nel 1696.
- Chiesa di San Rocco. Costruita nel 1656 nella parte che ora è la piazza principale.
- Chiesa di Santa Maria delle Grazie. Posta nella parte alta del paese. Sconosciuta la data di edificazione.
- Chiesetta della Madonna del Carmine o dell'asilo. Annessa all'asilo delle suore.

### Architetture civili
- Il borgo fortificato. Risale al XIV secolo con trasformazioni nel XVIII secolo. Del nucleo antico vi sono dei reperti lapidei medievali posti sulla facciata della chiesa parrocchiale e sulle case a torre. Per gli edifici viene usata la pietra di Castiglione. La strada principale è in lastricato realizzato con pietra di fiume, che da Porta di Piedi porta alla piccola chiesa della Congrega. La Casa Salvatore presenta una decorazione a forma di un muratore con una mazzola in mano. Mentre nella parte a strapiombo era sito il castello, invece, presso la chiesa di San Michele Arcangelo era posta la Porta di Sant'Angelo o del Capo.[24]
- scultura Connubio realizzata nel 2000, è situata in località Padulo.[25]
- scultura Juan Manuel Fangio realizzata nel 2023.[26][27]
- scultura Tavola dei Briganti, realizzata nel 2020.[28]
- scultura Genesi, realizzata nel 2020.[29]

### Altro
- Castelfraiano
- Museo delle tradizioni familiari
- Oasi naturale Abetina di Selva Grande
- Parco della Rimembranza, dedicato ai caduti della prima guerra mondiale[30]
- Casa Natale dei Genitori di Juan Manuel Fangio[31]

### Fontane
- Fontana San Rocco. È sita in Largo San Rocco. Risale ad un'epoca compresa tra il 1812 ed il 1818, quando fu costruita da Gioacchino di Rienzo di Agnone.[32] Alcuni, come E. Abbate, sostengono che la fontana risalga al 1886[33]. La fontana è addossata ad una parete di contenimento di un pendio. È realizzata in arenaria e cotto. Inoltre, la fontana consta di una vasca, lesene angolari, conci bugnati, da una cornice orizzontale decorata e da tre mascheroni in ghisa che raffigurano teste di leone.[32]
- Fontana Santa Maria delle Grazie. È sita in Largo Santa Maria delle Grazie. Risale al XIX secolo come la fontana precedente. La fontana è a pianta poligonale e presenta una successione di archi a tutto sesto delimitati da paraste bugnate in arenaria grigia di Castiglione. La fontana è sovrastata da un tamburo che alterna l'arenaria grigia alla pietra locale. All'interno vi è la fontana vera e propria ed uno stemma del paese.[34]
- Fonte vecchia. Posta nella parte bassa del paese. Dispone di un abbeveratoio per gli animali e di un longo lavatoio usato tuttora per lavare i panni.

### Tratturo
Castiglione è stata tappa importante della transumanza del bestiame tra Puglia e Abruzzo. È ancora visibile il tratturo Ateleta-Biferno che è tra i tratturi riportati nella Carta dei tratturi, tratturelli, bracci e riposi del Commissariato per la reintegra dei tratturi di Foggia, anche se figura tra quelli non reintegrati. L'influenza della cultura pugliese è riscontrabile in molte tradizioni del paese e nel dialetto locale.

## Società

### Evoluzione demografica
Abitanti censiti

### Lingue e dialetti
Il dialetto è ancora molto usato a Castiglione anche se molti termini sono stati italianizzati rispetto alle forme usate storicamente. Il dialetto castiglionese rientra come il dialetto della sua regione di appartenenza nella categoria dei dialetti italiani meridionali. Forti sono le contaminazioni della dominazione borbonica e ad esse si unisce l'influenza della transumanza, sia sul piano linguistico che culturale, che ha trasportato alcuni vocaboli dal Tavoliere delle Puglie al dialetto castiglionese. Sorprendenti alcune definizioni pressoché identiche con quelli dei Monti Dauni (es. fahéugnë - dal latino favonius - usato sia a Castiglione e che nei Monti Dauni per indicare il vento caldo e secco), così come si ritrovano nel dialetto castiglionese molti termini usati nella lingua napoletana.

### Tradizioni e folclore

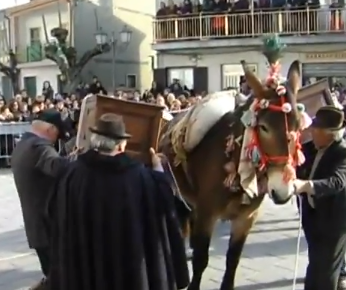
Mulo addobbato nella rievocazione della Dodda

- Serenata Castiglionese. La nascita della Zumbarella risale al 1400. Quando un giovane aveva una certa simpatia per una certa ragazza, a notte inoltrata le portava la serenata con la zumbarella.[37]
- La dodda. Il giovane, dopo aver corteggiato l'amata sotto la sua finestra a suon di zumbarella e mandato l'ambasciatore a casa dei genitori per combinare il matrimonio, si preparava al fidanzamento con la futura sposa. La famiglia della sposa a sua volta preparava il corredo (dodda) per il matrimonio. La dote veniva trasportata con muli e cesti portate dalle ragazze fino alla nuova abitazione dei novelli sposi, il tutto allietato da canti e balli.
- La maschera castiglionese. Nel periodo del carnevale viene realizzata la “maschera” castiglionese, che si sviluppa lungo le strade e le piazze del paese. La particolarità è che recitano solo uomini, metà dei quali travestiti da donna. In sei piazze ci si ferma per organizzare degli spettacoli teatrali, a ricordo delle vecchie tradizioni di Castiglione. Maschere caratteristiche sono Carnevale imbottito di insaccati di maiale come collane e ornamenti che nelle edizioni vecchie moriva bruciato (un pupazzo di paglia) per decretare la fine della festività. Pulcinella è la maschera più suggestiva, rappresentato da sette - otto persone, con cappelli grandissimi e altissimi, con una serie di campanacci sulla cinta. Essi hanno anche la funzione di mantenere l'ordine pubblico dell'intero corteo e prima dell'uscita della maschera sfilano per le vie del paese annunciando l'inizio della sfilata.[37]
- Ngiccia ngiccia. Sempre nel periodo di Carnevale i giovani del paese uscivano per il paese mascherati e muniti di du bot (organetto abruzzese) e giravano casa per casa. Suonando sotto le finestre della gente usavano la formula "ngiccia ngiccia dammë 'na po' dë salgiöiccia e së nën më la vù dà chë të zë pozza štrafucà", ricevendo in dono vino, salsiccia e compagnia.
- La Ndoccia. Ogni vigilia di natale, si ripete il rito della Ndoccia: grossi mucchi di legna e ginestre vengono fatti bruciare, tra suoni e canti, in attesa del Bambinello.[11]

## Cultura

### Cucina

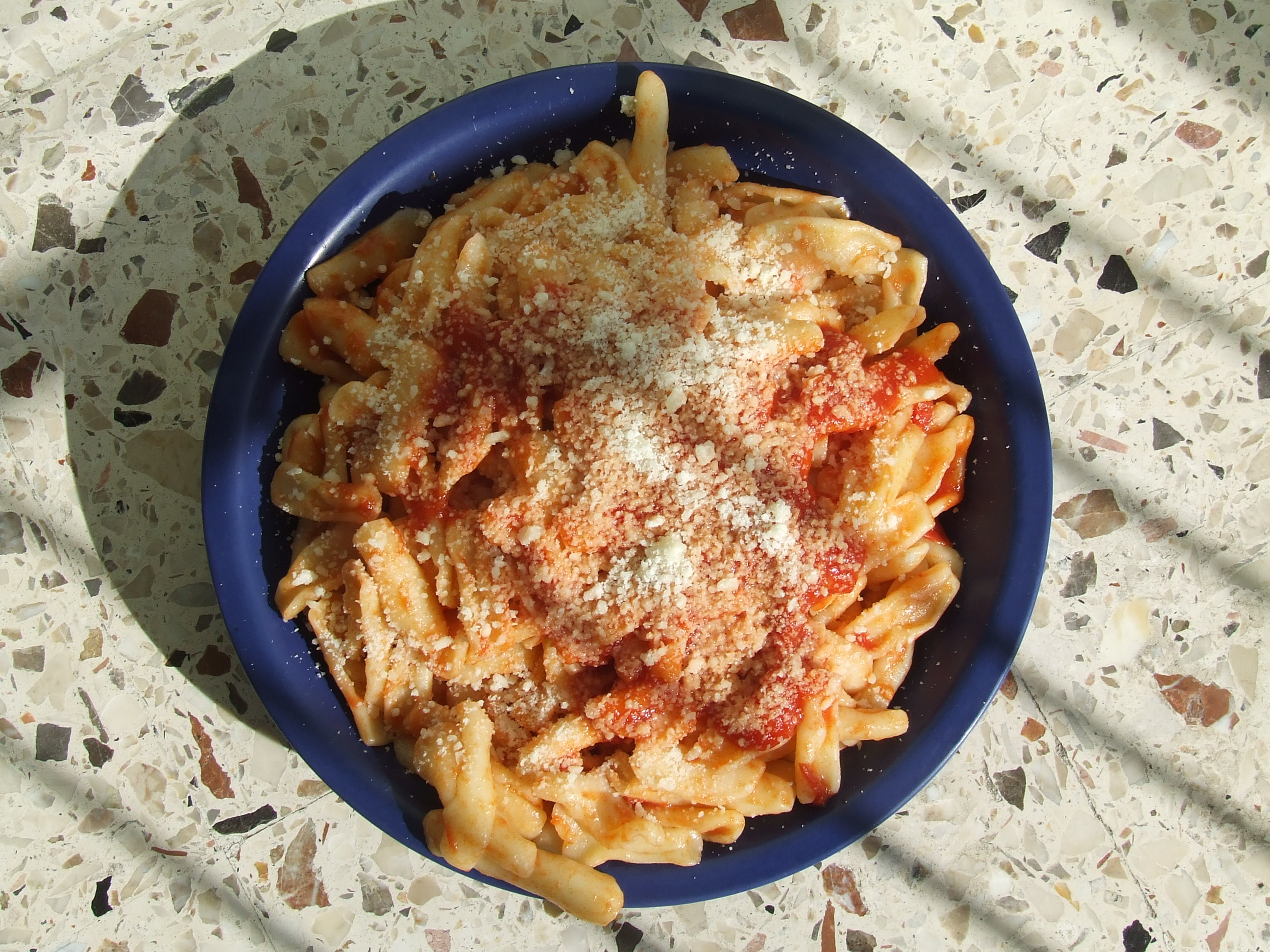
Piatto di cavatillë

Della cucina popolare di Castiglione Messer Marino si ricordano:
- la ventricina, nota in dialetto locale come sprëscètë, insaccato di carne suina arricchito di spezie (come la polvere di peperoncino rosso, dolce o piccante, e il finocchio selvatico);
- l'agnello nostrano, arrostito e condito solo con sale e olio d'oliva per non alterarne il sapore;
- La pecra a lu cuttéure, nota in dialetto locale come pecra a la pecraròëgna, ossia carne di castrato, bollita a lungo con erbe aromatiche di montagna;
- le tagliarille e fasciule (pasta e fagioli);
- i maccheroni alla chitarra al sugo di carne d'agnello;
- il piatto tradizionale carnevalesco delle sagne a lu cuttéure[38](sagne condite con soffritto di pancetta e salsiccia stagionata, con l'aggiunta di polvere di peperoncino piccante; il tutto si mangia con le mani direttamente nel caldaio);
- le cavatille (gnocchi di patate).

## Economia

### Impianto eolico
Su Monte Castel Fraiano e su Monte San Silvestro sono state installate sessantasette pale eoliche alte dai novanta ai cento metri. Le torri dei monti Castel Fraiano e San Silvestro sono state realizzate dopo la firma di due convenzioni trentennali tra il Comune di Castiglione e due società del gruppo Edison.
La realizzazione degli impianti eolici per la produzione di energia pulita ha dato origine ad un intenso dibattito sul profilo estetico/ambientale e sul paesaggio modificato.

## Infrastrutture e trasporti

### Strade
Il viadotto Sente è sito tra il territorio di Castiglione e Belmonte del Sannio in provincia di Isernia, lungo la SS86.

### Mobilità urbana
I trasporti interurbani di Castiglione Messer Marino vengono svolti con servizi regolari di autobus gestiti dalla società Dicarlobus.

## Amministrazione
| Periodo        | Periodo        | Primo cittadino     | Partito                                           | Carica                  | Note          |
| -------------- | -------------- | ------------------- | ------------------------------------------------- | ----------------------- | ------------- |
| 6 giugno 1993  | 27 aprile 1997 | Massimo Mastrangelo | Lista civica                                      | Sindaco                 | [ 41 ]        |
| 28 aprile 1997 | 28 maggio 2006 | Emilio Di Lizia     | L'Ulivo                                           | Sindaco                 | [ 42 ] [ 43 ] |
| 27 maggio 2006 | 15 maggio 2011 | Massimo Mastrangelo | Lista civica Un futuro migliore per Castiglione   | Sindaco                 | [ 44 ]        |
| 16 maggio 2011 | 6 maggio 2012  | Giovanni Giove      |                                                   | Commissario prefettizio | [ 45 ]        |
| 7 maggio 2012  | 11 giugno 2017 | Emilio Di Lizia     | Lista civica Uniti per Castiglione                | Sindaco                 | [ 46 ]        |
| 12 giugno 2017 | 13 giugno 2022 | Magnacca Felice     | Lista civica Insieme per il futuro di Castiglione | Sindaco                 | [ 47 ]        |
| 13 giugno 2022 | In carica      | Silvana Di Palma    | Lista civica PenSiamo Insieme                     | Sindaco                 | [ 47 ]        |

### Gemellaggi
- Balcarce, dal 20 agosto 2010[48]

### Altre informazioni amministrative
Il Comune fa parte della Comunità montana Alto Vastese.

## Sport

### Impianti sportivi
Castiglione dispone di un campo di calcio, di un campo di calcio a 5 all'aperto e un palazzetto polifunzionale di 600 metri quadrati, per un periodo palaghiaccio, e usufruito per eventi e per le attività sportive della società di Futsal e di ginnastica artistica.